# Boda (naturreservat, Hudiksvalls kommun)
Boda är ett naturreservat i Hudiksvalls kommun i Hälsingland.
Reservatet är beläget strax öster om det tidigare järnbruket Boda bruk, 6 km sydväst om Enånger. Området har varit skyddat sedan 1958 och är 11 hektar stort. 

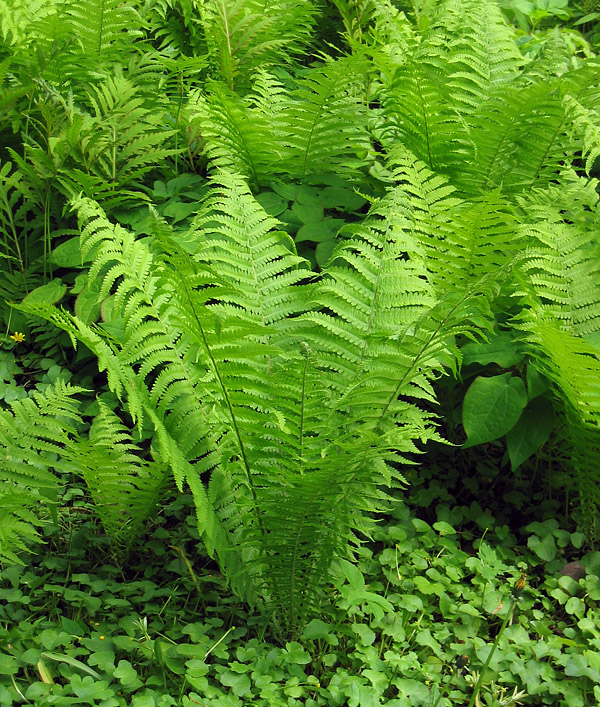
Strutbräken

Här finns en högrest granskog och gott om nedfallna och döda träd. Reservatets norra gräns utgörs av Enångersån där det förekommer både havsöring och flodpärlmusslan.

Markens jord är bördig och inte minst längs ån finns goda förutsättningar för rik växtlighet. Här finns vitsippa, blåsippa, fjälltolta, tibast, trolldruva och intill ån högväxta ormbunken strutbräken.

I den gamla skogen finns hackspett, gröngöling och vid ån forsärla.
Boda Viltstation har haft uppfödningsprojekt för att rädda hotade arter som utter, berguv och fjällgås. År 1997 sålde Svenska jägarförbundet viltstationen. Numera är Boda viltstation en konferens- och viltvårdsanläggning. Den gamla järnbruks- och viltvårdsmiljön är synlig. Boda har fortfarande kvar berguvarna kvar. De ger ungar varje år och förstärker den svaga stammen i Sverige.

## Källa
- Länsstyrelsen, naturreservat Boda
- Boda bruk

1. 1 2 3 4 5  Skyddade områden, naturreservat, 18 december 2015, läs onlineläs online, läst: 20 januari 2017.[källa från Wikidata]
2. 1 2  Skyddade områden, naturreservat, 25 februari 2020, läs onlineläs online, läst: 25 februari 2020.[källa från Wikidata]